# Mueang Pattani
Mueang Pattani (em tailandês: เมืองปัตตานี) é um distrito da província de Pattani, no sul da Tailândia.